# Call of the Kings - The Mirror Black
Call of the Kings - The Mirror Black é um jogo eletrônico de RPG criado pela Gamalocus lançado para computador e desenvolvido em jMonkeyEngine.

## Enredo
O jogo se passa no Império do Khadoria, na Idade Média. Em um momento de desordem, o rei fica à beira da loucura e não deixa herdeiros. Todos os nobres do reino veem que merecem a sucessão do trono. O objetivo do jogo é se tornar sucessor do trono e manter-se no poder.